# Tommaso Reggio
Pour les articles homonymes, voir Reggio.
Tommaso Reggio (Gênes, 9 janvier 1818 - Triora, 22 novembre 1901) est un ecclésiastique italien, évêque du diocèse de Vintimille puis archevêque de Gênes, fondateur des Sœurs de Sainte Marthe de Vintimille et reconnu bienheureux par l'Église catholique.

## Biographie
Né dans une famille de la noblesse génoise, il reçoit une première éducation d'un précepteur puis suit des études supérieures au Collegio Reale de Gênes dirigé par les clercs réguliers de Somasque. Il s'inscrit à l'université et obtient le diplôme de bachelier en jurisprudence en 1838.
Ayant ressenti la vocation sacerdotale, il entre au séminaire de Gênes le 24 mars 1839. Il étudie la philosophie et la théologie. Il est ordonné prêtre le 18 septembre 1841 par le cardinal Placido Maria Tadini. Il est nommé vice-chancelier du séminaire de Gênes et, en 1845, recteur du séminaire de Chiavari. Il revient à Gênes en 1851 en tant qu'abbé-curé de la basilique Santa Maria Assunta de Gênes ;  il enseigne aussi la morale au séminaire, et propose des moments de prière et de formation religieuse pour les ouvriers. Après avoir été rédacteur du quotidien Stendardo Cattolico, il en devient directeur en 1861. Obéissant aux nouvelles dispositions émises par le pape Pie IX après la prise de Rome, il ferme le journal en 1870 même si cela entre en contradiction avec sa conviction que les catholiques doivent être actifs dans la vie publique.
Le 20 mars 1877, il est nommé évêque titulaire de Tanis (de) et coadjuteur du diocèse de Vintimille. Il est nommé évêque de Vintimille le 26 juin de la même année. L'année suivante, il fonde la congrégation religieuse des sœurs de Sainte Marthe de Vintimille. Dans nombre de ses documents, il fait part de la nécessité de mieux préparer les laïcs en vue d'une participation plus active à la vie de l'Église catholique.

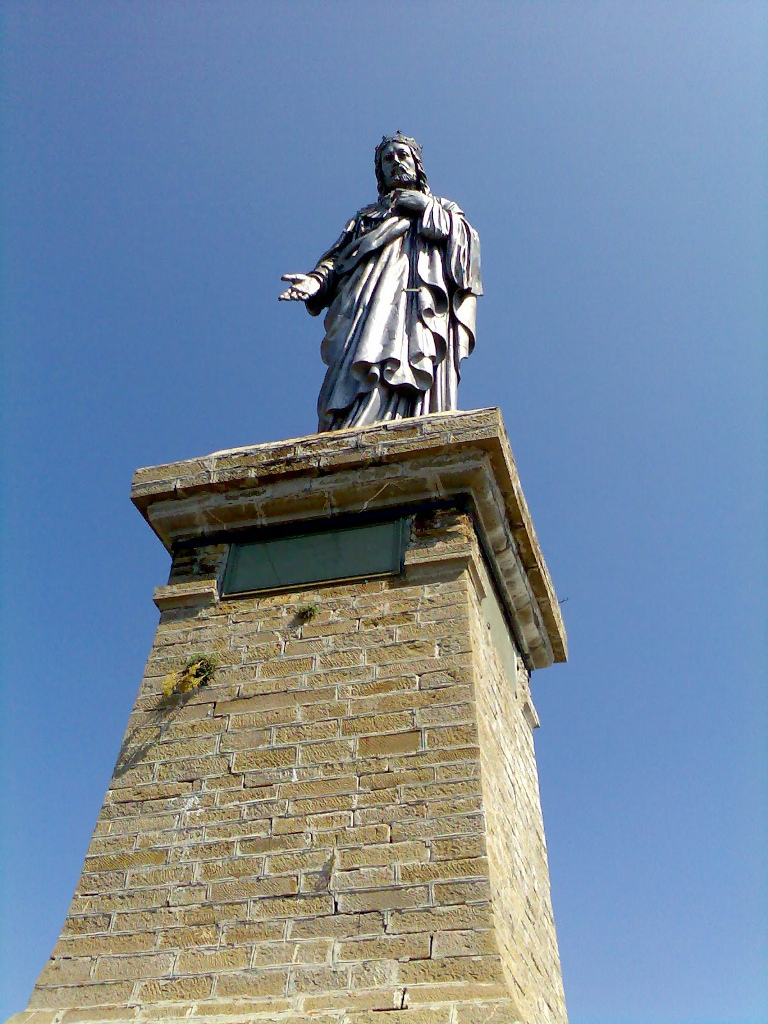
Statue en bronze du Rédempteur sur le Mont Saccarel

Le 11 juillet 1892, il est promu archevêque de Gênes. Il s'efforce d'apaiser les tensions entre l'État et l'Église grâce aux bonnes relations qu'il entretient toujours avec la maison régnante, il célèbre, avec la permission du Saint-Siège, les funérailles d'Humbert Ier, le 8 août 1900. Grâce à l'estime dont il jouit auprès des pouvoirs publics, il obtient des concessions toujours plus grandes, comme la possibilité de célébrer la procession du Corpus Christi dans les rues de la ville, de créer de nouvelles paroisses et de commencer la restauration de la cathédrale San Lorenzo.
Très attentif aux problèmes sociaux, il poursuit ses travaux en faveur de la classe ouvrière, il donne une nouvelle impulsion aux sociétés ouvrières catholiques, il s'implique personnellement dans la lutte pour la reconnaissance du droit au repos et du travail régulé. Pour contrer le phénomène de l'immigration illégale, il crée un système d'aide pour sortir les gens de la clandestinité.
Le 3 septembre 1901, il se rend en pèlerinage à Triora pour participer à l'érection de la statue du Rédempteur sur le Mont Saccarel. Une maladie soudaine qui commence par une vive douleur au genou droit l'oblige à se coucher ; l'infection s'aggrave, et ni les médicaments, ni les deux incisions du genou qui sont pratiquées, ne peuvent le guérir. Il meurt le 22 novembre. Il avait demandé à être enterré dans le cimetière de Triora, mais le clergé de Gênes réclame le retour de ses restes, le corps est transféré dans la chapelle du petit séminaire de Chiappeto puis en 1951, les religieuses de Sainte Marthe portent les restes à la chapelle construite dans leur maison à Gênes. Il est béatifié par le pape Jean-Paul II le 3 septembre 2000.

## Source
- (it) Cet article est partiellement ou en totalité issu de l’article de Wikipédia en italien intitulé « Tommaso Reggio » (voir la liste des auteurs).